# Eustomias cirritus
Eustomias cirritus es una especie de pez de la familia Stomiidae en el orden de los Stomiiformes.

## Morfología
• Los machos pueden llegar alcanzar los 21,4 cm de longitud total.

## Hábitat
Es un pez de mar y de aguas profundas que vive hasta 337 m de profundidad.

## Distribución geográfica
Se encuentra al sudeste de Nueva Caledonia.